# Južni Liang
Južni Liang (kineski: 南凉, pinyin: Nánliáng) (397. – 414.) je bila Xianbei država u sjevernoj Kini iz doba Šesnaest kraljevstava. Osnovao ju je klan Tufa, daleki rođaci klana Tuoba koji je vladao državom Sjeverni Wei.  Nastala je kada se 397. Tufa Wugu pobunio protiv svog sizerena - države Kasniji Liang, te stvorio državu čija se teritorija nalazila na dijelovima današnjih kineskih pokrajina Gansu i Qinghai. Njen novi sizeren je bila država Sjeverni Qin. Uništena je godine 414. kada su njene teritorije preuzele države Zapadni Qin i Sjeverni Liang.

## Vladari Južnog Lianga
| Hramsko ime/na     | Postumno ime/na | Obiteljska i osobna imema            | Trajanje vladavine | Imena era i njihove dužine                                                |
| ------------------ | --------------- | ------------------------------------ | ------------------ | ------------------------------------------------------------------------- |
| Liezu (烈祖 Lièzǔ) | Wu (武 Wǔ)      | Tufa Wugu (禿髮烏孤 Tūfǎ Wūgū)       | 397. – 399.        | Taichu (太初 Tàichū) 397. – 399.                                          |
| nije postojalo     | Kang (康 Kāng)  | Tufa Lilugu (禿髮利鹿孤 Tūfǎ Lìlùgū) | 399. – 402.        | Jianhe (建和 Jiànhé) 399. – 402.                                          |
| nije postojalo     | Jing (景; Jǐng) | Tufa Rutan (禿髮傉檀 Tūfǎ Rǔtán)     | 402. – 414.        | Hongchang (弘昌 Hóngchāng) 402. – 404. Jiaping (嘉平 Jiāpíng) 409. – 414. |

## Poveznice
- Xianbei
- Tuoba
- Wu Hu
- Šesnaest kraljevstava
- Qinghai
- Dunhuang